# Franco Escobar
Pour les articles homonymes, voir Escobar.
Franco Escobar, né le 21 février 1995 à Rosario, est un footballeur argentin. Il joue au poste d'arrière droit au Dynamo de Houston en MLS.

## Biographie
Le 8 décembre 2017, Franco Escobar signe avec la MLS et le club d'Atlanta United.
Au terme d'une saison 2022 aboutie, il décroche avec le Los Angeles FC le Supporters' Shield 2022 avant de remporter la première Coupe MLS de l'histoire de la franchise en 2022. Néanmoins, le 15 novembre 2022, son contrat n'est pas renouvelé par le Los Angeles FC.
Quelques semaines plus tard, il s'engage au Dynamo de Houston le 12 janvier 2023, signant un contrat de deux ans avec la franchise texane.

## Palmarès
Atlanta United
- Vainqueur de la Coupe MLS en 2018
- Vainqueur de la Campeones Cup en 2019
- Vainqueur de la Coupe des États-Unis en 2019

 Los Angeles FC
- Vainqueur de la Coupe MLS en 2022
- Vainqueur du Supporters' Shield en 2022